# آرثر ديلون (سياسي)
آرثر ديلون (بالفرنسية: Arthur Dillon)‏ هو سياسي فرنسي، ولد في 3 سبتمبر 1750 في براي ويك في المملكة المتحدة، وتوفي في 13 أبريل 1794 في باريس في فرنسا بسبب مقصلة. انتخب نائب فرنسي.